# Per la strada
Per la strada è stato un programma televisivo italiano curato da Fatma Ruffini, andato in onda in seconda serata (alle 22.30) su Italia 1 in seconda serata dal 16 gennaio al 31 marzo 1989, dal lunedì al venerdì. La conduzione era affidata a Marco Balestri, accompagnato dalle vallette Anna Maria Frosio e Toti Botta.

## Il programma
Si trattava di un quiz a premi itinerante, che si svolgeva nelle piazze delle province d'Italia; il primo appuntamento, trasmesso il 16 gennaio 1989, andò in onda da Foggia, e altre puntate furono realizzate a Marostica e Trani.
In ciascuna puntata, il conduttore sceglieva i concorrenti tra il pubblico accorso in strada per l'arrivo della troupe televisiva; le sfide, a base di domande estremamente semplici, producevano un vincitore finale, che nell'ultima manche doveva scegliere una fra tre buste chiuse, rispettivamente di colore verde, bianca o rossa. Una volta avvenuta la scelta, il finalista doveva prendere una decisione al buio: mantenere il premio (dall'entità sconosciuta) scritto all'interno della busta scelta o accettare un elettrodomestico, una pelliccia o un'automobile presente nella vetrina di un camper allestito per l'occasione.
Il meccanismo dell'ultimo gioco venne in seguito ripreso da I fatti vostri all'interno del "Gioco della busta", ma anche dallo stesso Balestri per il quiz pomeridiano di Rai 2 Bubusette (2003-2004), e da Paolo Bonolis per Affari tuoi.
A fare da cornice alla gara, Balestri sceglieva anche alcune persone che rappresentassero le classiche figure televisive: il giudice (sulla falsariga del noto "Signornò", Ludovico Peregrini), l'ospite, lo sponsor.
Secondo le dichiarazioni di Marco Balestri, il programma aveva anche uno scopo di "sondaggio" sulla cultura italiana; a causa delle esilaranti risposte che venivano date a seguito di domande estremamente semplici (per esempio, secondo un concorrente la CEE sono "le spie USA", o un presbite è "una donna che sta con un'altra donna"), il telespettatore da casa poteva consolarsi sapendo che c'è qualcuno più ignorante di lui.

### Accoglienza da parte della critica
Il programma non ottenne grandi riscontri da parte del pubblico; secondo la critica, la trasmissione sfruttò il fenomeno nascente in quel periodo delle trasmissioni televisive ambientate nelle strade, a contatto con il pubblico. In particolar modo, proprio pochi mesi prima aveva ottenuto parecchio successo il format di Rai 3 condotto da Piero Chiambretti Complimenti per la trasmissione, ma Fininvest precisò, in fase di presentazione del programma, che era stato ideato nel maggio 1988, dunque prima dell'esordio della trasmissione di Chiambretti.
Un'altra somiglianza è stata notata con Dibattito! di Gianni Ippoliti, che a sua volta aveva come protagonisti le persone comuni.